# Tricholinum orientale
Tricholinum orientale là một loài tò vò trong họ Ichneumonidae.